# Agde
Agde je zdraviliško mesto in občina v južnem francoskem departmaju Hérault regije Languedoc-Roussillon. Leta 2006 je mesto imelo 23.988 prebivalcev.

## Geografija
Kraj se nahaja v pokrajini Languedoc ob reki Hérault 4 km severno od njenega izliva v Sredozemsko morje, 20 km vzhodno od Béziersa. Severno od kraja se z reko križa vodni kanal Canal du Midi, ki skupaj z reko Garono preko Toulousa povezuje Sredozemsko morje (Sète) z Atlantikom (Bordeaux). Poleg samega središča občina vključuje tudi morska pristanišča in zdravilišča Le Grau d'Agde, la Tamarissière in le Cap d'Agde.

## Uprava
Agde je sedež istoimenskega kantona, v katerega so poleg njegove vključene še občine Bessan, Marseillan in Vias s 40.082 prebivalci.
Kanton je sestavni del okrožja Béziers.

## Zgodovina
Obmorska naselbina Agathe Tyche je bila ustanovljena kot starogrška kolonija v 5. stoletju pred našim štetjem.
Pod vizigotskim kraljem Alarihom II. je bil leta 506 kraj s cerkvijo sv. Andreja prizorišče koncila. Približno v 6. stoletju je Agde postal sedež škofije, ukinjene med francosko revolucijo. Njen poslednji škof, Charles François de Saint Simon Sandricourt, je bil v Parizu 26. julija 1794 usmrčen pod giljotino.

## Zanimivosti
- romanska katedrala sv. Štefana iz 12. stoletja, naslednica nekdanje karolinške cerkve iz 9. stoletja; slednja je stala na temeljih starorimske cerkve iz 5. stoletja, prvotno Dianinega templa. Ozemlje škofije je s konkordatom 1801 pripadlo škofiji v Montpellieru.
- cerkev sv. Andreja, prvotno iz 5. stoletja, sedež koncila v letu 506,
- cerkev sv. Severa iz konca 15. stoletja,
- cerkev Notre-Dame-du-Grau iz leta 1584,
- Canal du Midi z vodno ključavnico, mostom sv. Jožefa in upravno stavbo hôtel Riquet,
- muzej podvodne arheologije musée de l'Éphèbe,
- otok vulkanskega izvora île de Brescou s trdnjavo Fort de Brescou iz 16. stoletja.

- Katedrala sv. Štefana
- sv. Andrej
- Notre-Dame-du-Grau
- Fort de Brescou